# Якість життя в регіонах України
Рейтинг «Якість життя в регіонах України: посткризовий зріз» уклав український аналітичний центр Міжнародний центр перспективних досліджень 2011 року за показниками 2010 року. Перші 3 місця посіли м. Київ, Харківська область і м. Севастополь.

## Спосіб оцінювання
1. «П'ятибальна» шкала оцінки — дані за всіма показниками нормалізовано таким чином, що результати регіонів коливаються від «відмінно» — 5 балів, до «незадовільно» — 2 бали;
2. Рейтинг успішності у кожній зі сфер якості життя обчислено для всіх регіонів;
3. «Індекс якості життя» — композитний показник, у який складаються отримані середні оцінки, відображає відносні результати регіонів;
4. Джерела інформації — дані Державного комітету статистики України та незалежних досліджень, розраховані за єдиною методикою для всіх регіонів;
5. Показники якості життя — використано найбільш загальновживані та однозначні в інтерпретації;
6. Базовий рік — 2010, у випадку відсутності інформації використовувались останні з наявних даних.

### Сфери оцінювання
Фахівці оцінили кожен регіон у 5 сферах:
1. Добробут (економічний розвиток: доходи, зайнятість; інноваційний потенціал)
2. Освіта (охоплення, якість)
3. Охорона здоров'я (стан здоров'я, захворюваність, забезпеченість кадрами, спосіб життя)
4. Суспільство (громадська безпека, суспільна нерівність)
5. Довкілля (викиди, якість повітря, якість води)

## Результати
| Міс- це | Регіон            | Якість життя | Добробут | Освіта | Охорона здоров'я | Суспільство | Довкілля |
| ------- | ----------------- | ------------ | -------- | ------ | ---------------- | ----------- | -------- |
| 1       | Київ              | 4,4          | 4,6      | 4,8    | 4,6              | 3,8         | 4,5      |
| 2       | Харківська        | 4,2          | 4,1      | 4,0    | 3,9              | 3,8         | 5,0      |
| 3       | Севастополь       | 4,1          | 3,6      | 5,0    | 3,8              | 3,3         | 4,8      |
| 4       | Тернопільська     | 4,0          | 2,4      | 3,5    | 4,5              | 4,5         | 5,0      |
| 5       | Львівська         | 4,0          | 3,1      | 3,3    | 4,1              | 4,5         | 4,8      |
| 6       | Чернівецька       | 3,9          | 2,7      | 2,5    | 4,8              | 4,5         | 5,0      |
| 7       | Вінницька         | 3,9          | 2,4      | 3,5    | 4,3              | 4,5         | 4,8      |
| 8       | Івано-Франківська | 3,8          | 2,3      | 3,5    | 4,6              | 4,8         | 4,0      |
| 9       | Одеська           | 3,8          | 3,7      | 3,8    | 3,1              | 3,8         | 4,8      |
| 10      | Волинська         | 3,8          | 2,4      | 3,0    | 4,1              | 4,5         | 5,0      |
| 11      | Закарпатська      | 3,8          | 3,0      | 2,5    | 3,8              | 4,5         | 5,0      |
| 12      | Полтавська        | 3,7          | 3,6      | 3,0    | 3,9              | 3,8         | 4,5      |
| 13      | Рівненська        | 3,7          | 2,7      | 3,0    | 3,5              | 4,3         | 5,0      |
| 14      | Черкаська         | 3,7          | 2,4      | 3,5    | 3,5              | 4,0         | 5,0      |
| 15      | АР Крим           | 3,7          | 3,3      | 3,5    | 3,5              | 3,5         | 4,5      |
| 16      | Хмельницька       | 3,6          | 2,7      | 2,8    | 3,3              | 4,3         | 5,0      |
| 17      | Сумська           | 3,6          | 3,1      | 3,0    | 3,5              | 3,8         | 4,5      |
| 18      | Київська          | 3,5          | 2,9      | 3,0    | 3,6              | 3,3         | 4,8      |
| 19      | Кіровоградська    | 3,5          | 3,0      | 3,0    | 2,9              | 3,5         | 5,0      |
| 20      | Житомирська       | 3,4          | 2,7      | 2,3    | 3,5              | 3,8         | 5,0      |
| 21      | Чернігівська      | 3,4          | 2,7      | 2,8    | 2,9              | 3,8         | 5,0      |
| 22      | Запорізька        | 3,4          | 3,6      | 3,5    | 3,5              | 3,5         | 3,0      |
| 23      | Миколаївська      | 3,4          | 3,6      | 3,0    | 2,9              | 3,3         | 4,3      |
| 24      | Херсонська        | 3,2          | 2,6      | 2,8    | 2,6              | 3,3         | 5,0      |
| 25      | Луганська         | 3,1          | 2,9      | 3,3    | 2,9              | 3,0         | 3,5      |
| 26      | Донецька          | 3,0          | 3,4      | 3,5    | 2,8              | 3,0         | 2,5      |
| 27      | Дніпропетровська  | 3,0          | 3,4      | 3,8    | 2,5              | 2,8         | 2,5      |